# Thulla Cove
Die Thulla Cove ist eine kleine Bucht an der Westküste von Signy Island im Archipel der Südlichen Orkneyinseln. Sie liegt südlich des Thulla Point.
Das UK Antarctic Place-Names Committee benannte sie 1990 in Anlehnung an die Benennung der gleichnamigen benachbarten Landspitze. Deren Namensgeber ist der norwegische Dampfer Thulla, der zwischen 1911 und 1912 in den Gewässern um die Südlichen Orkneyinseln bei der Suche nach geeigneten Ankerplätzen für Fabrikschiffe für den Walfang zum Einsatz kam.